# Geografia marxista
A geografia marxista é uma vertente da geografia crítica que usa as teorias e a filosofia do marxismo para examinar as relações espaciais da geografia humana. Na geografia marxista, as relações que a geografia tradicionalmente analisa — ambiente natural e relações espaciais — são revistas como resultados do modo de produção material. Para entender completamente as relações geográficas, nessa visão, a estrutura social também deve ser examinada. A geografia marxista tenta mudar a estrutura básica da sociedade.

## Definição
O marxismo é geralmente entendido como as ideias de Marx e Engels, socialistas revolucionários como Lenin e Trótski e pensadores posteriores baseados em Marx, como Gramsci. A geografia marxista é o exame marxista da sociedade "do ponto de vista do espaço, lugar, escala e transformação humana da natureza". Os geógrafos marxistas argumentam que incorporar o pensamento marxista à Geografia enriquece o pensamento geográfico.

## Filosofia
A geografia marxista é de natureza radical e sua principal crítica à ciência espacial positivista centrou-se em suas metodologias, que não consideraram as características do capitalismo e dos abusos subjacentes aos arranjos socioespaciais. Como tal, os primeiros geógrafos marxistas eram explicitamente políticos ao defender a mudança social e o ativismo; eles buscavam, através da aplicação da análise geográfica dos problemas sociais, aliviar a pobreza e a exploração nas sociedades capitalistas. A geografia marxista faz afirmações enérgicas sobre como as estruturas profundamente arraigadas do capitalismo atuam como um determinante e uma restrição à agência humana. A maioria dessas ideias foi desenvolvida no início da década de 1970 por geógrafos quantitativos insatisfeitos; David Harvey é geralmente considerado como o principal pioneiro do movimento marxista na geografia humana.
Para atingir tais objetivos filosóficos, esses geógrafos confiam fortemente na teoria social e econômica marxista, baseando-se na economia marxista e nos métodos do materialismo histórico para desvendar a maneira pela qual os meios de produção controlam a distribuição espacial humana nas estruturas capitalistas. Marx também é invocado para examinar como as relações espaciais são afetadas pela classe. A ênfase está na estrutura e nos mecanismos estruturais.